# فرانسوا ليتكسير
فرانسوا ليتكسير (من مواليد 24 أبريل 1989) هو حكم كرة قدم فرنسي يتولى إدارة الدوري الفرنسي الدرجة الأولى . لقد كان حكمًا لدى الفيفا منذ عام 2017 وتم تصنيفه كحكم من فئة النخبة في الاتحاد الأوروبي لكرة القدم . 

## مسيرته التحكيمية
في عام 2016، بدأ فرانسوا ليتكسير العمل في الدوري الفرنسي الدرجة الأولى . كانت أول مباراة له كحكم في 23 يناير 2016 بين مونبلييه وكان .  وفي عام 2017، تم وضعه ضمن قائمة حكام الفيفا . أدار أول مباراة دولية له في 23 مارس 2018 بين بلغاريا والبوسنة والهرسك .
في أبريل 2019، أدار نهائي دوري أبطال أوروبا للشباب 2019 بين بورتو وتشيلسي .
في 20 مايو 2021، أدار نهائي كأس فرنسا 2021 بين موناكو وباريس سان جيرمان .
في 26 مايو 2021، بصفته حكم الفيديو المساعد، أدار نهائي الدوري الأوروبي 2021 بين فياريال ومانشستر يونايتد مع الحكم المركزي كليمان توربان . أدار ثلاث مباريات في بطولة أوروبا تحت 21 سنة 2021 (بما في ذلك مباراة ربع النهائي بين البرتغال وإيطاليا ).
في 20 أغسطس 2022، أدار فرانسوا ليتكسير مباراة في الدوري الفرنسي الدرجة الثانية بين سانت إتيان ولوهافر حيث أصدر أربع بطاقات حمراء لثلاثة لاعبين من سانت إتيان؛ أنتوني بريانسون ، ماتيو كافارو وإتيان جرين وعضو في فريق سانت إتيان. 
في 24 أكتوبر 2022، كان فرانسوا ليتكسير موضع جدل خلال مباراة الدوري الفرنسي بين نيس ونانت . في الدقيقة 19، لم يحتسب ركلة جزاء لنانت عندما اصطدمت الكرة بذراعي ماتيا فيتي . قرب نهاية المباراة، احتسب ركلة جزاء مثيرة للجدل لفريق نيس عندما اصطدمت الكرة بذراع جان شارل كاستيليتو . أظهر ليتكسير بطاقات حمراء للاعب نانت قادر بامبا وحارس مرمىهم ألبان لافونت (الذي حصل على البطاقة الصفراء الثانية بعد انتهاء المباراة). وبعد أيام، وبعد تلقيه تهديدات بالقتل عبر وسائل التواصل الاجتماعي، دافع ليكسييه عن قراراته في مقابلة مع صحيفة ليكيب . 
في 16 أغسطس 2023، كان حكمًا لمباراة كأس السوبر الأوروبي 2023 بين مانشستر سيتي وإشبيلية . 
في 14 يوليو 2024، كان حكمًا لنهائي بطولة أمم أوروبا 2024 بين إسبانيا وإنجلترا .

## الحياة الشخصية
لديه ابن (من مواليد 2021) ويعمل كمأمور محكمة.

## روابط خارجية
- Profile at WorldFootball.net
- Profile at EU-Football.info
- Profile at FFF.fr| - ع - ن - ت حكام النخبة الاتحاد الأوروبي لكرة القدم                                                                                                                                                                                                                                                                                                                                                                                                                                                                                                                                           | - ع - ن - ت حكام النخبة الاتحاد الأوروبي لكرة القدم |
| --- | --------------------------------------------------- |
| - بينوا باستين - ويلي كولوم - إسبن إسكوس - خيسوس خيل مانزانو - سردار غوزوبويوك - أوريل غرينفيلد - ماركو غويدا - أوفيديو هاتسيغان - أليخاندرو هرنانديز هرنانديز - سرجيان يوفانوفيتش - سيرغي كاراسيف - إشتفان كوفاتش - إيفان كروزلياك - أليكسي كولباكوف - فرانسوا ليكسييه - داني ماكيلي - شيمون مارتشينياك - دافيدي ماسا - خليل اوموت ملر - غلين نيبرج - مايكل أوليفر - دانييلي أورساتو - عرفان بيليتو - خوسيه ماريا سانشيز مارتينيز - ساندرو شيرر - أناستاسيوس سيديروبولوس - دانيال زيبرت - أرتور سواريس دياز - توبياس ستيلر - أنتوني تايلور - كليمان توربان - سلافكو فينتشيتش - فيليكس تسفاير |                                                     |